# Acartia latisetosa
Acartia latisetosa är en kräftdjursart som först beskrevs av Kricagin 1873.  Acartia latisetosa ingår i släktet Acartia och familjen Acartiidae. Inga underarter finns listade i Catalogue of Life.